# Władysław Suryn

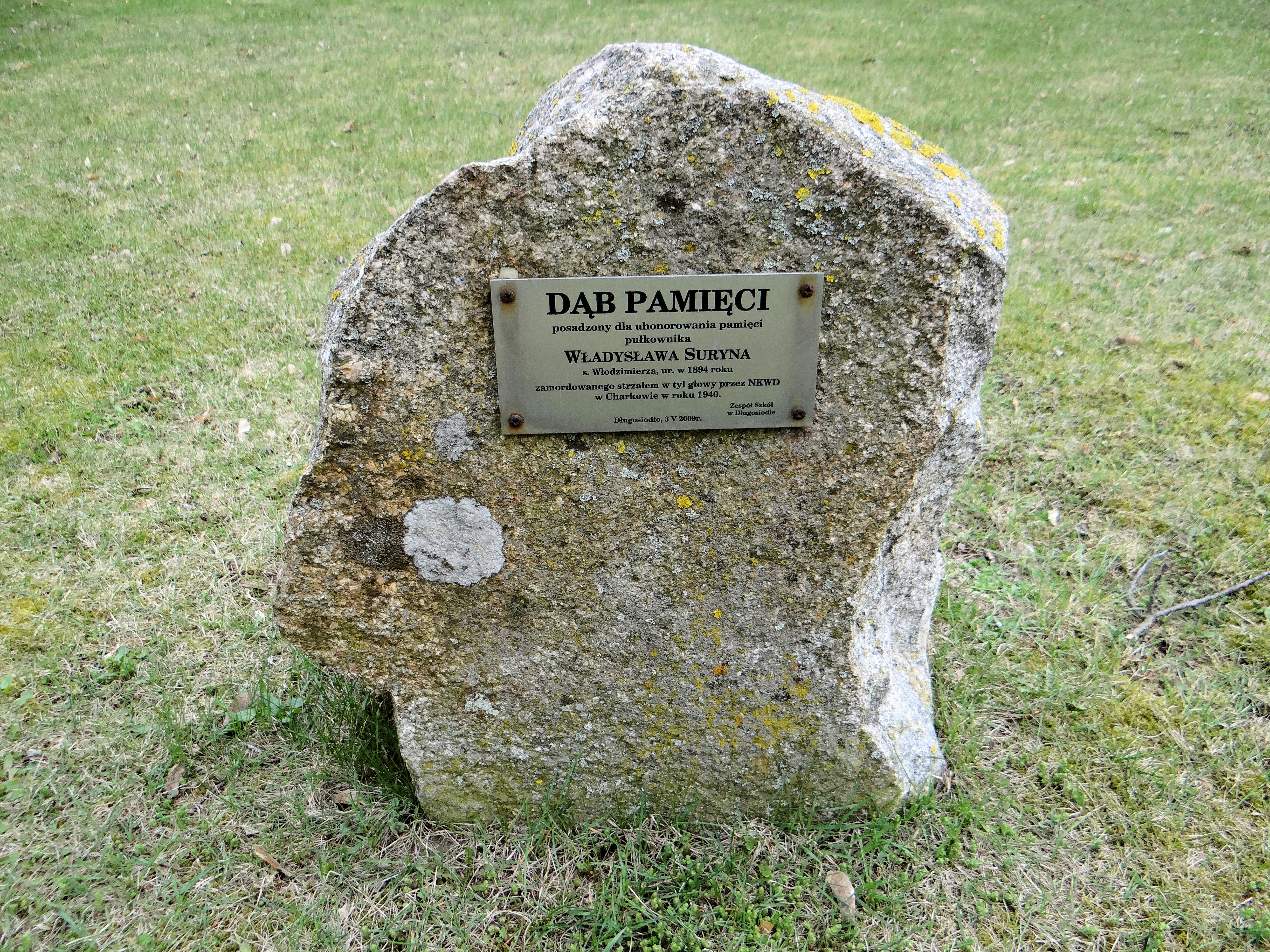
„Dąb Pamięci” Władysława Suryna na terenie parafii św. Rocha w Długosiodle.

Władysław Aleksander Suryn (ur. 7 czerwca 1894 w Krośnie, zm. wiosną 1940 w Charkowie) – podpułkownik artylerii Wojska Polskiego, działacz niepodległościowy, ofiara zbrodni katyńskiej.

## Życiorys
Syn Włodzimierza, dyrektora Kasy Oszczędnościowej, i Eugenii z Bielińskich (zm. 1951) urodzony 7 czerwca 1894 w Krośnie, ówczesnym mieście powiatowym Królestwa Galicji i Lodomerii. Uczęszczał do c. k. Szkoły Realnej w rodzinnym mieście. Do 1914 działał w tajnym skautingu i Związku Strzeleckim.
Wstąpił do Legionów Polskich. Od 1 września 1915 wykazany w 1. baterii 1 pułku artylerii. Od 23 września 1915 do 8 października 1916 uczestniczył w walkach i bitwach nad Styrem, pod Kołodią, Kostiuchnówką, Wołczeckiem, Nową Rudą, Stobychwą, Rudką Miryńską i Sitowiczami. Wiosną 1917 został wykazany we wniosku komendy 1 pułku artylerii do odznaczenia Krzyżem Wojskowym Karola. Od 21 maja do 23 lipca 1917 w Górze Kalwarii był słuchaczem artyleryjskiego kursu oficerskiego.
W 1918 wstąpił do Wojska Polskiego. 18 marca 1919 jako podoficer byłych Legionów Polskich służący w 1 pułku artylerii polowej został mianowany z dniem 1 marca 1919 podporucznikiem artylerii. Później został przeniesiony do 13 pułku artylerii polowej i w jego szeregach walczył na wojnie z bolszewikami. 28 kwietnia 1920 wyróżnił się jako młodszy oficer 1. baterii w boju pod wsią Kotiurzyńce. 19 stycznia 1921 został zatwierdzony z dniem 1 kwietnia 1920 w stopniu porucznika, w artylerii, w grupie oficerów byłej armii gen. Hallera.
Po zakończeniu działań wojennych pozostał w wojsku jako oficer zawodowy i kontynuował służbę w 13 pap w garnizonie Równe. 3 maja 1922 został zweryfikowany w stopniu kapitana ze starszeństwem od 1 czerwca 1919 i 272. lokatą w korpusie oficerów artylerii. 12 kwietnia 1927 prezydent RP nadał mu stopień majora z dniem 1 stycznia 1927 i 27. lokatą w korpusie oficerów artylerii. W czerwcu tego roku został wyznaczony na stanowisko dowódcy II dywizjonu 13 pap. W październiku 1927 został przeniesiony do 21 pułku artylerii polowej w Bielsku na stanowisko kwatermistrza. W marcu 1930 został przeniesiony do 1 pułku artylerii polowej Legionów w Wilnie na stanowisko dowódcy dywizjonu. W lipcu 1935 został przeniesiony do 33 dywizjonu artylerii lekkiej w Wilnie na stanowisko dowódcy dywizjonu. Na podpułkownika został awansowany ze starszeństwem z 19 marca 1938 i 3. lokatą w korpusie oficerów artylerii. 31 sierpnia 1939 objął dowództwo 33 pułku artylerii lekkiej, zmobilizowanego przez 33 dal. 18 września 1939 we Lwowie dowódca 35 Dywizji Piechoty powierzył mu obowiązki dowódcy artylerii dywizyjnej z zachowaniem dowództwa 33 pal.
Po kapitulacji załogi Lwowa w nieznanych okolicznościach dostał się do niewoli sowieckiej. Przebywał w obozie w Starobielsku. Wiosną 1940 został zamordowany przez funkcjonariuszy NKWD w Charkowie i pogrzebany w bezimiennej mogile zbiorowej w Piatichatkach, gdzie od 17 czerwca 2000 mieści się oficjalnie Cmentarz Ofiar Totalitaryzmu w Charkowie. Figuruje na Liście Starobielskiej NKWD pod poz. 3157.
5 października 2007 minister obrony narodowej Aleksander Szczygło mianował go pośmiertnie na stopień pułkownika. Awans został ogłoszony 9 listopada 2007 w Warszawie, w trakcie uroczystości „Katyń Pamiętamy – Uczcijmy Pamięć Bohaterów”.
Na cmentarzu komunalnym w Krośnie została pochowana Nina Surynowa z Tockich (1897–1967).

## Ordery i odznaczenia
- Krzyż Niepodległości – 6 czerwca 1931 „za pracę w dziele odzyskania niepodległości”[36][37]
- Krzyż Walecznych czterokrotnie[23]
- Złoty Krzyż Zasługi[23]
- Medal Pamiątkowy za Wojnę 1918–1921[38]
- Medal Dziesięciolecia Odzyskanej Niepodległości[38]